# Dalhousiella longicirrata
Dalhousiella longicirrata är en ringmaskart som först beskrevs av Treadwell 1901.  Dalhousiella longicirrata ingår i släktet Dalhousiella och familjen Hesionidae. Inga underarter finns listade i Catalogue of Life.